# Marya
Marya o marea és una tribu que vers 1975 tenia uns 40.000 membres, que viu a Eritrea, parla el tigré i ocupa la l'altiplà de la riba esquerra del Ansaba al nord-oest de Keren. Segons la seva pròpia tradició descendeix d'un guerrer saho de nom Marya, establert a la regió al segle xiv amb 17 homes. El 1337 s'esmenten "els dos maryes" i això estaria amb relació a la separació en dos grups nobiliaris (que ha persistit fins a època moderna per esdevenir modernament una mera divisió comarcal), els marya kayih (marya rojos) i els marya sallim (marya negres), segurament resultat de dues emigracions (els negres foren els primers i són més nombrosos). Van sotmetre les tribus autòctones anomenades tigre que en el context vol dir "casta de serfs", d'origen amhara i beja. La llengua saho inicial es va perdre. Foren cristians fins al segle xix i encara es conserven les ruïnes d'algunes esglésies entre les quals la d'Erota. Es van fer musulmans entre 1820 i 1835 junt als Bayt Asgede, però la "casta de serfs" ja havia adoptat aquesta religió.